# Valle del Tirino
La Valle del Tirino è una valle interna dell'Abruzzo che si estende ad un'altitudine media di 400 m s.l.m. tra l'altopiano di Navelli, il Gran Sasso d'Italia e il fiume Aterno-Pescara, all'interno del parco nazionale del Gran Sasso e Monti della Laga.
Solcata dal corso del fiume Tirino ― affluente dell'Aterno-Pescara, da cui prende il nome ―, è una vasto altopiano di origine carsica e comprende i comuni di Capestrano, Ofena e Villa Santa Lucia degli Abruzzi in provincia dell'Aquila e Bussi sul Tirino in provincia di Pescara.

## Geografia fisica

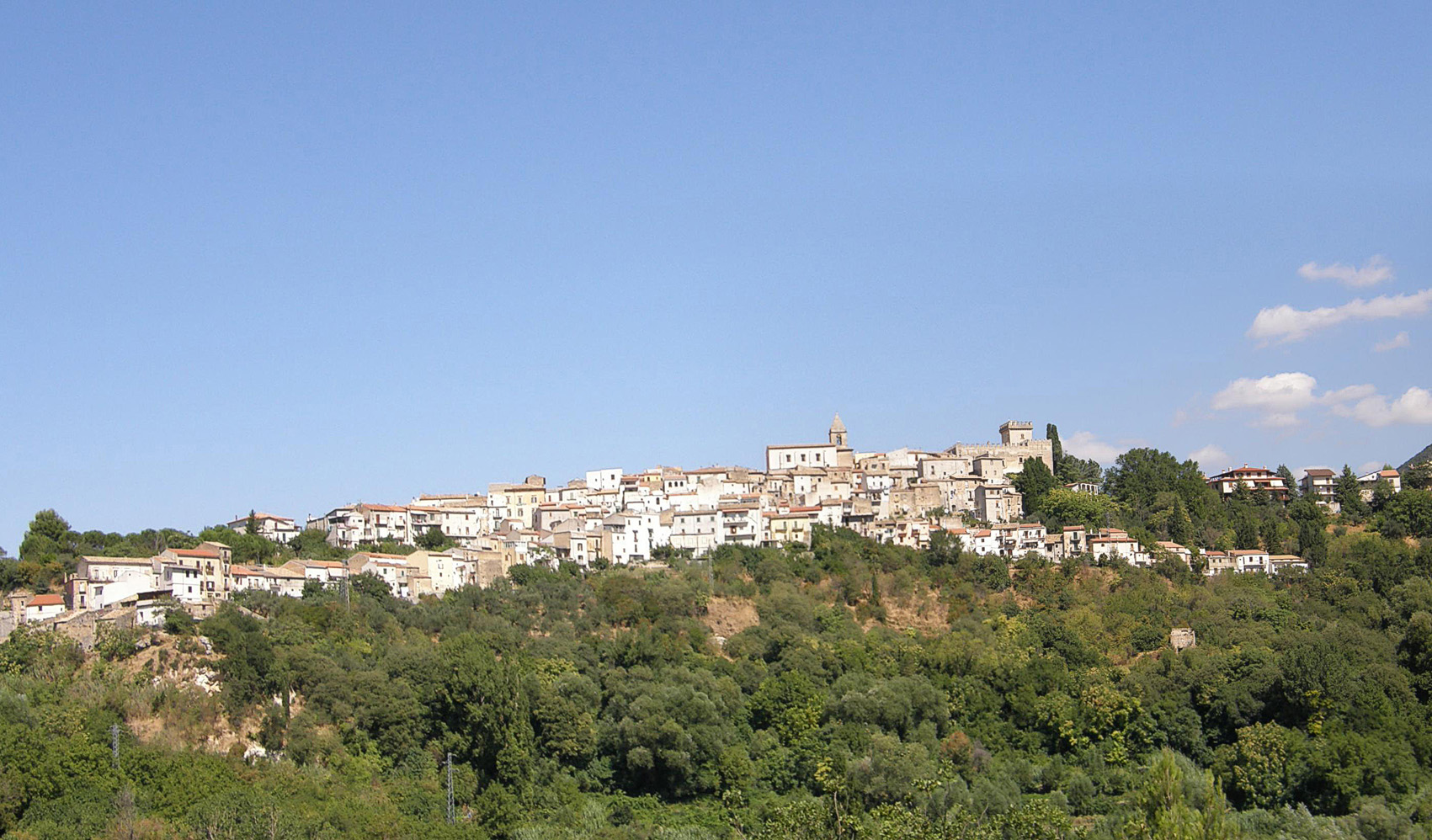
Bussi sul Tirino

La Valle del Tirino è una piana localizzata in Abruzzo, a cavallo tra la provincia dell'Aquila e quella di Pescara, delimitata a ovest dall'altopiano di Navelli a nord-est dal massiccio del Gran Sasso d'Italia e a sud dal fiume Aterno-Pescara, che la separa dalle propaggini settentrionali della Maiella (Monte Rotondo).
Si sviluppa ad un'altitudine media di 400 m s.l.m. ed è solcata dal fiume Tirino che si origina dal sovrastante altopiano di Campo Imperatore, a nord della valle, e fuoriesce in superficie nel territorio di Capestrano in tre differenti luoghi sorgivi; il Tirino prosegue quindi per circa 17 km fino a sfociare nell'Aterno-Pescara in territorio di Bussi sul Tirino, a circa 250 m s.l.m..

### Clima
La bassa quota della valle rende il clima più mite e di tipo collinare rispetto ad altre zone della provincia dell'Aquila, sebbene a tratti anche continentale, rendendo possibile la coltivazione della vite e dell'ulivo. Scarse tuttavia sono le precipitazioni atmosferiche durante l'anno con estati calde e a tratti afose.

## Storia

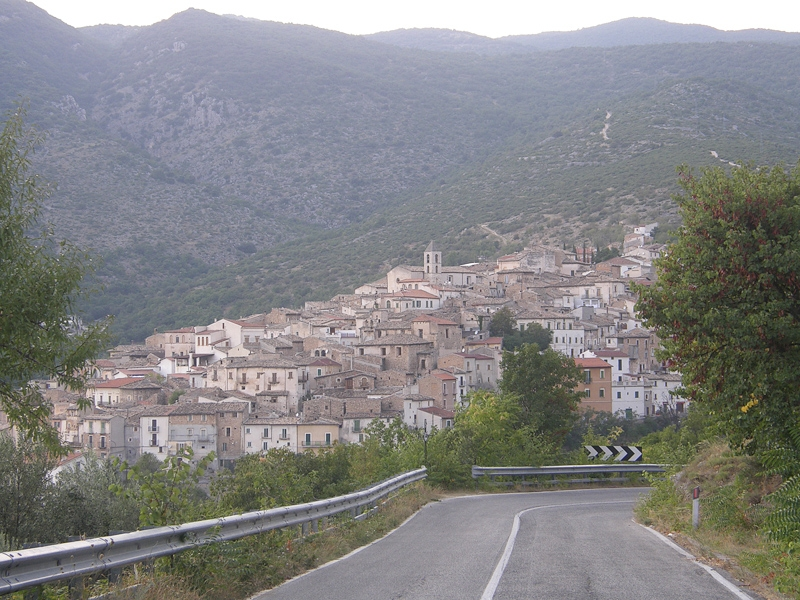
Ofena

Il territorio fu popolato dai Vestini italici prima del dominio romano. Si ricorda la presenza di città italiche quali Aufinum, sotto Capestrano, dove fu ritrovato nel 1934 il celebre monumento del guerriero, conservato a Chieti e Sutrium; quest'ultimo era un avamposto romano con torre posto in località San Rocco di Bussi sul Tirino. Importante zona di traffici con Amiternum (L'Aquila), lungo il tratturo Centurelle Montesecco, biforcazione della via Tiburtina Valeria, l'area fu popolata sino al V secolo d.C.. Aufinum nel VI secolo fu sede diocesana fino all'occupazione longobarda. In documenti dell'abbazia di Farfa e dell'abbazia di San Vincenzo al Volturno, i due monasteri benedettini che nel Medioevo si spartivano il territorio, la zona è nota come Valle Trita, storpiatura del fiume Tirino.
Con l'arrivo di signori franchi quali i Sansoneschi, gli Attoni, i Berardi poi noti come Conti dei Marsi, nell'XI secolo si consolida il fenomeno dell'incastellamento. L'area è sotto la diocesi di Valva (Sulmona), i monasteri ancora sotto Montecassino, come la chiesa di San Pietro in Valle Trita (San Pietro ad Oratorium di Capestrano), che aveva anche il controllo sulla chiesa di Santa Maria di Cartignano in Bussi, e l'abbazia di Santa Maria Assunta di Bominaco. I confini territoriali abbaziali erano presso il passo di Forca di Penne, con la torre di controllo e la grancia cistercense (XIII secolo) di San Vito de Furca, di proprietà dell'abbazia di San Salvo. I castelli dalla parte di Capestrano e Ofena erano di proprietà della baronia di Carapelle.
Il secolo XV vede il completamento del Castello Piccolomini di Capestrano e nel secolo successivo del Castello Mediceo di Bussi sul Tirino. Con l'infeudamento dei castelli sorto il viceregno spagnolo, questa parte va in mano ad Alessandro de Medici insieme a Rocca Calascio, in seguito ai Piccolomini di Celano. Viene istituito il Marchesato di Capestrano, a controllo di tutta la valle.
Il Marchesato è soppresso nel 1806; il territorio rientra nel distretto di Aquila, che poi nel 1860 diventerà una provincia vera e propria. Negli anni recenti la valle esce dall'isolamento grazie alla realizzazione di nuove strade, come la provinciale 652 e la strada statale 17 che da Collepietro passa per Navelli. Nel territorio di Capestrano è stata rinvenuta la statua del Guerriero di Capestrano. Alcuni danni sono provocati a Capestrano e Ofena dal terremoto del 2009.

## Società

### Comuni

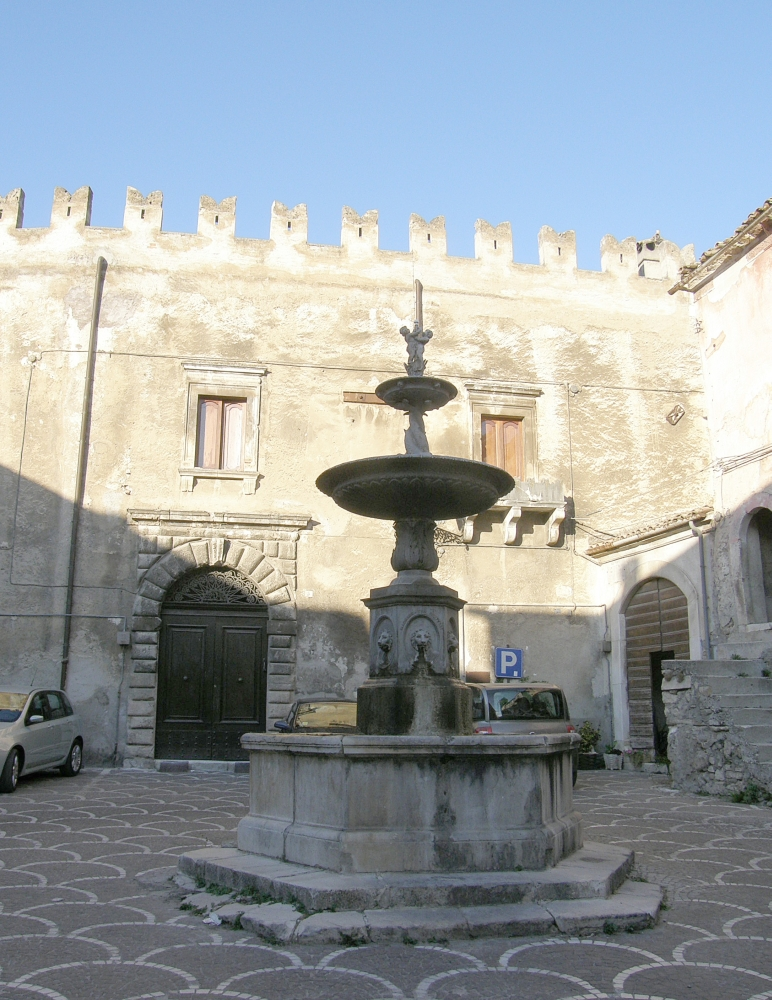
Castello di Bussi sul Tirino

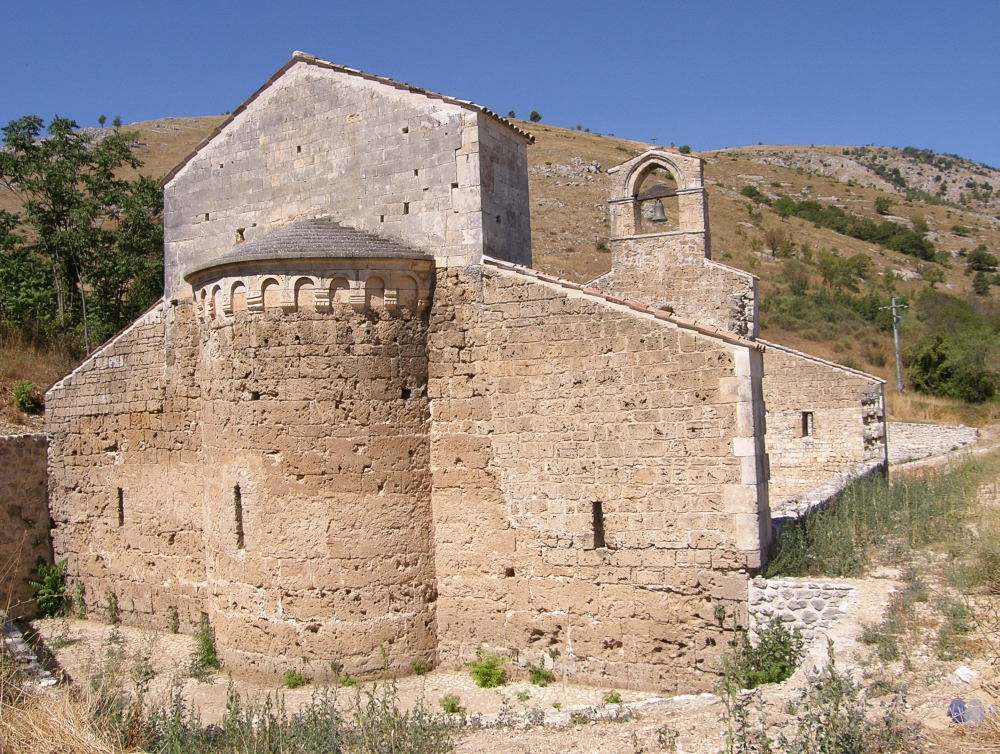
Chiesa di Santa Maria di Cartignano

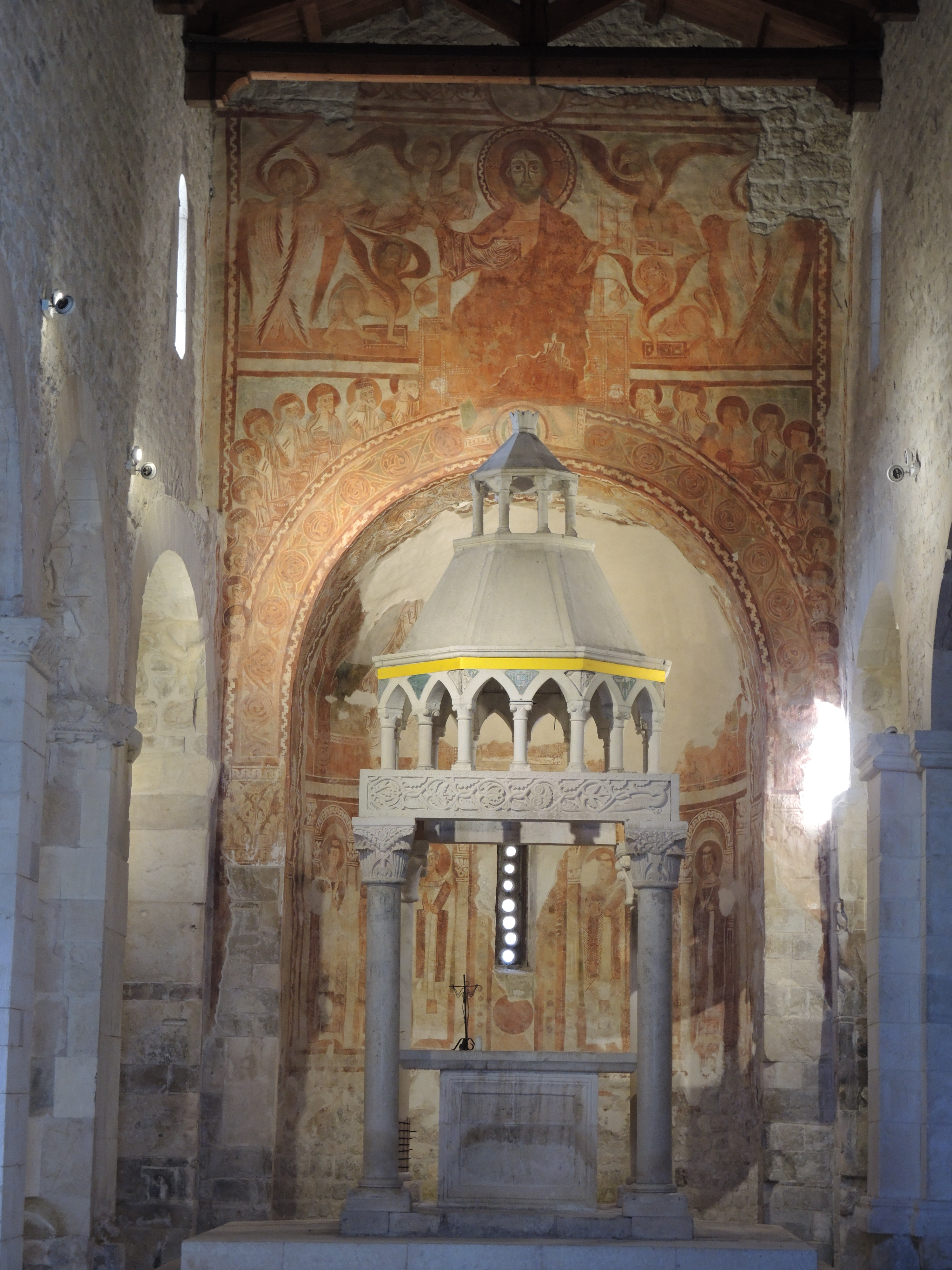
Abbazia di San Pietro ad Oratorium (Capestrano)

| Stemma | Comune                          | Superficie | Abitanti |
| ------ | ------------------------------- | ---------- | -------- |
|        | Bussi sul Tirino                | 25,91 km²  | 2 385    |
|        | Capestrano                      | 43,66 km²  | 841      |
|        | Ofena                           | 36,72 km²  | 448      |
|        | Villa Santa Lucia degli Abruzzi | 26,99 km²  | 92       |
|        |                                 | 133,28 km² | 3 766    |

## Economia

### Settore primario
Diffusa a tratti la coltivazione della vite e dell'ulivo.

### Turismo
L'alta Valle del Tirino si configura come un'area ideale per attività di tipo turistico e sportivo. Il fiume Tirino difatti, previa autorizzazione del Comune di Capestrano, è navigabile in alcuni suoi tratti purché si utilizzino imbarcazioni non motorizzate. Lo stesso fiume Tirino dispone di tratti in concessione ad associazioni di pesca sportiva. Grazie alle numerose società di servizi turistici presenti nell'area è possibile infine addentrarsi nel territorio attraverso escursioni a cavallo, in mountain bike o trekking.

## Infrastrutture e trasporti
La valle è attraversata dalla Strada statale 17 dell'Appennino Abruzzese ed Appulo-Sannitico nel tratto compreso tra l'Altopiano di Navelli e le Gole di Popoli. Da Ofena dipartono strade che risalgono verso i borghi di Castel del Monte, Calascio, Santo Stefano di Sessanio, Villa Santa Lucia degli Abruzzi, Castelvecchio Calvisio, Carapelle Calvisio e da lì fino a Campo Imperatore.

## Monumenti e luoghi d'interesse

### Architetture militari
- Castello di Bussi sul Tirino
- Borgo medievale di Ofena
- Torre Forca di Penne (Capestrano)
- Castello Piccolomini di Capestrano

### Architetture religiose
- Convento di San Giovanni da Capestrano
- Abbazia di San Pietro ad Oratorium (Capestrano)
- Chiesa di Santa Maria di Cartignano a Bussi sul Tirino